# Берюшка
Берюшка, Берюх — річка в Україні, в межах Конотопського району Сумської області. Ліва притока Клевені (басейн Дніпра).

## Опис
Довжина 23 км, похил річки 1,5 м/км. Площа басейну 195 км². Долина ящикоподібна, вузька, порізана численними балками і ярами. Заплава місцями однобічна. Річище слабозвивисте, в середній течії більш звивисте; у верхній течії місцями пересихає.

## Розташування
Берюшка бере початок на західній стороні від села Малушине. Тече на південний захід, поступово повертаючи на захід. Впадає до Клевені біля північно-східної околиці села Руднєве. 
Основна притока: Вільшанка (ліва).

## Назва
Назва річки Берюшка за версією вчених походить від балтійських слів birž, berž, що означають «береза».[джерело?]